# Трампа
„Трампа“ е български игрален филм (драма) от 1978 година на режисьора Георги Дюлгеров, по сценарий на Георги Дюлгеров и Владимир Ганев. Оператор е Радослав Спасов. Създаден е по „Три срещи“ и „Объркани записки“ на Ивайло Петров. Музиката във филма е композирана от Божидар Петков. Художник на постановката е Георги Тодоров.

## Сюжет
Писателят Добрин Илиев пристига в малък град, където е поканен да журира младежки литературен конкурс. Там среща Мая – момиче, което силно го впечатлява. Постепенно се разбира, че момичето е негова дъщеря от връзката му с една гимназистка преди 17 години…
Напористата Мая пише поезия и се надява на ходатайство в конкурса. Тя уж се опитва да помогне на приятелката си Петя (в ролята поетесата Петя Дубарова), но всъщност подменя своите стихове с нейните. „Трампата“ ѝ донася първа награда…

## Състав

### Актьорски състав
| Изпълнител            | Роля                         |
| --------------------- | ---------------------------- |
| Илия Добрев           | Добрин Илиев                 |
| Таня Шахова           | Мая                          |
| Жана Мирчева          | Катя                         |
| Маргарита Пехливанова | Настя                        |
| Мария Карел           | Мадарлийска                  |
| Вълчо Камарашев       | бай Стамен, бащата на Катето |
| Марио Кръстев         | Венеамин                     |
| Петя Дубарова         | Петя                         |
| Иглика Трифонова      | Второто влюбено момиче       |
| Росица Вълканова      | Първото влюбено момиче       |
| Искра Йосифова        | Третото влюбено момиче       |
| Евгений Михайлов      | Комсомолският секретар       |
| Крикор Хугасян        | Организаторът                |
| Руси Чанев            | Петела                       |

### Творчески и технически екип
| Сценарий             | Сценарий: Георги Дюлгеров Владимир Ганев Автор: Ивайло Петров „Три срещи“ и „Объркани записки“               |
| Режисьор             | Георги Дюлгеров                                                                                              |
| Оператор             | Радослав Спасов                                                                                              |
| Художник             | Георги Тодоров                                                                                               |
| Костюми              | Мария Сотирова                                                                                               |
| Музика               | Божидар Петков                                                                                               |
| Звукооператор        | Антоанета Георгиева                                                                                          |
| Редактор             | Цветана Коларова                                                                                             |
| Монтаж               | Илиана Михова                                                                                                |
| Втори режисьор       | Крикор Хугасян                                                                                               |
| Втори оператор       | Иво Фурнаджиев                                                                                               |
| Асистент-режисьори   | Искра Йосифова Мария Евгениева Евгений Михайлов Игнат Тасев                                                  |
| Асистент-оператори   | Лазар Лазаров Чавдар Витанов Георги Николов Владимир Станков                                                 |
| Асистент-монтажистки | Виолета Тошкова Анна Хорисян                                                                                 |
| Гардероб             | Фани Дадова                                                                                                  |
| Грим                 | Димитър Коклин                                                                                               |
| Декор                | Недко Недев                                                                                                  |
| Реквизит             | Николай Николов                                                                                              |
| Фотограф             | Станка Влахова                                                                                               |
| Тонтехници           | Тодор Душкин Любчо Стефанов Славчо Илиев                                                                     |
| Организатор          | Видьо Пенев                                                                                                  |
| Осветление           | Борислав Марков                                                                                              |
| Директор             | Кирил Кирилов                                                                                                |
| Производство         | Българска кинематография Студия за игрални филми „Бояна“ Творчески колектив „Съвременник“ /Copyright © 1978/ |